# Hyssia stellipars
Hyssia stellipars là một loài bướm đêm trong họ Noctuidae.